# Emma Molin (konstnär)
Emma Amalia Erhardina Molin, född 8 januari 1831 i Stockholm, död 16 februari 1922 i Stockholm, var en svensk målare.
Hon var dotter till sidenkramhandlaren Johan Broberg och Sofia Eleonora Körner och från 1854 gift med Johan Peter Molin och mor till Hjalmar, Elin Molin och Gerda Ljungstedt. Molin var som målare autodidakt och arbetade i huvudsak med porträtt i form av miniatyrer.